# Seznam dílů seriálu Expanze
Toto je seznam dílů seriálu Expanze. Americký sci-fi televizní seriál Expanze natočený podle stejnojmenné knižní série měl premiéru na stanici Syfy. Čtvrtá řada měla premiéru 13. prosince 2019 na službě Prime Video.  Český dabing pochází z roku 2021.

## Přehled řad
| Řada | Díly | Premiéra v USA     | Premiéra v USA  |
| Řada | Díly | První díl          | Poslední díl    |
| ---- | ---- | ------------------ | --------------- |
| 1    | 10   | 23. listopadu 2015 | 2. února 2016   |
| 2    | 13   | 1. února 2017      | 19. dubna 2017  |
| 3    | 13   | 11. dubna 2018     | 27. června 2018 |

| Řada | Díly | Premiéra na Prime Videu | Premiéra na Prime Videu |
| ---- | ---- | ----------------------- | ----------------------- |
| 4    | 10   | 13. prosince 2019       | 13. prosince 2019       |
| 5    | 10   | 15. prosince 2020       | 2. února 2021           |
| 6    | 6    | 10. prosince 2021       | 14. ledna 2022          |

## Seznam dílů

### První řada (2015–2016)
| Č. v seriálu | Č. v řadě | Původní název       | Český název          | Režie           | Scénář                                 | Premiéra v USA                                       |
| ------------ | --------- | ------------------- | -------------------- | --------------- | -------------------------------------- | ---------------------------------------------------- |
| 1            | 1         | Dulcinea            | Dulcinea             | Terry McDonough | Mark Fergus a Hawk Ostby               | 23. listopadu 2015 (online) 14. prosince 2015 (Syfy) |
| 2            | 2         | The Big Empty       | Velké prázdno        | Terry McDonough | Mark Fergus a Hawk Ostby               | 15. prosince 2015                                    |
| 3            | 3         | Remember the Cant   | Nezapomeňte na Cant  | Jeff Woolnough  | Robin Veith                            | 15. prosince 2015 (online) 22. prosince 2015 (Syfy)  |
| 4            | 4         | CQB                 | CQB                  | Jeff Woolnough  | Naren Shankar                          | 15. prosince 2015 (online) 29. prosince 2015 (Syfy)  |
| 5            | 5         | Back to the Butcher | Zpět k Řezníkovi     | Rob Lieberman   | Dan Nowak                              | 5. ledna 2016                                        |
| 6            | 6         | Rock Bottom         | Na dně               | Rob Lieberman   | Jason Ning                             | 12. ledna 2016                                       |
| 7            | 7         | Windmills           | Větrné mlýny         | Bill Johnson    | Daniel Abraham a Ty Franck             | 19. ledna 2016                                       |
| 8            | 8         | Salvage             | Záchrana             | Bill Johnson    | Robin Veith                            | 26. ledna 2016                                       |
| 9            | 9         | Critical Mass       | Kritická hmota       | Terry McDonough | Robin Veith, Dan Nowak a Naren Shankar | 2. února 2016                                        |
| 10           | 10        | Leviathan Wakes     | Leviatan se probouzí | Terry McDonough | Mark Fergus a Hawk Ostby               | 2. února 2016                                        |

### Druhá řada (2017)
| Č. v seriálu | Č. v řadě | Původní název              | Český název        | Režie            | Scénář                                    | Premiéra v USA  |
| ------------ | --------- | -------------------------- | ------------------ | ---------------- | ----------------------------------------- | --------------- |
| 11           | 1         | Safe                       | Sejf               | Breck Eisner     | Mark Fergus a Hawk Ostby                  | 1. února 2017   |
| 12           | 2         | Doors & Corners            | Dveře a rohy       | Breck Eisner     | Daniel Abraham a Ty Franck                | 1. února 2017   |
| 13           | 3         | Static                     | Statické           | Jeff Woolnoughx  | Robin Veith                               | 8. února 2017   |
| 14           | 4         | Godspeed                   | Šťastnou cestu     | Jeff Woolnough   | Dan Nowak                                 | 15. února 2017  |
| 15           | 5         | Home                       | Domov              | David Grossman   | Mark Fergus a Hawk Ostby                  | 22. února 2017  |
| 16           | 6         | Paradigm Shift             | Změna paradigmatu  | David Grossman   | Naren Shankar                             | 1. března 2017  |
| 17           | 7         | The Seventh Man            | Sedmý muž          | Kenneth Fink     | Georgia Lee                               | 8. března 2017  |
| 18           | 8         | Pyre                       | Pohřební hranice   | Kenneth Fink     | Robin Veith                               | 15. března 2017 |
| 19           | 9         | The Weeping Somnambulist   | Plačící náměsičník | Mikael Salomon   | Hallie Lambert                            | 22. března 2017 |
| 20           | 10        | Cascade                    | Kaskáda            | Mikael Salomon   | Dan Nowak                                 | 29. března 2017 |
| 21           | 11        | Here There Be Dragons      | Zde budou draci    | Rob Lieberman    | Georgia Lee                               | 5. dubna 2017   |
| 22           | 12        | The Monster and the Rocket | Monstrum a raketa  | Rob Lieberman    | Mark Fergus a Hawk Ostby                  | 12. dubna 2017  |
| 23           | 13        | Caliban's War              | Kalibánova válka   | Thor Freudenthal | Daniel Abraham, Ty Franck a Naren Shankar | 19. dubna 2017  |

### Třetí řada (2018)
| Č. v seriálu | Č. v řadě | Původní název       | Český název        | Režie              | Scénář                                    | Premiéra v USA  |
| ------------ | --------- | ------------------- | ------------------ | ------------------ | ----------------------------------------- | --------------- |
| 24           | 1         | Fight or Flight     | Bojovat nebo utéct | Breck Eisner       | Mark Fergus a Hawk Ostby                  | 11. dubna 2018  |
| 25           | 2         | IFF                 | IPP                | Breck Eisner       | Daniel Abraham a Ty Franck                | 18. dubna 2018  |
| 26           | 3         | Assured Destruction | Zaručené zničení   | Thor Freudenthal   | Dan Nowak                                 | 25. dubna 2018  |
| 27           | 4         | Reload              | Nabít              | Thor Freudenthal   | Robin Veith                               | 2. května 2018  |
| 28           | 5         | Triple Point        | Trojný bod         | Jeff Woolnough     | Georgia Lee                               | 9. května 2018  |
| 29           | 6         | Immolation          | Upálení            | Jeff Woolnough     | Alan DiFiore                              | 16. května 2018 |
| 30           | 7         | Delta-V             | Delta-V            | Kenneth Fink       | Naren Shankar                             | 23. května 2018 |
| 31           | 8         | It Reaches Out      | Ozývá se to        | Kenneth Fink       | Mark Fergus a Hawk Ostby                  | 30. května 2018 |
| 32           | 9         | Intransigence       | Neústupnost        | David Grossman     | Hallie Lambert                            | 6. června 2018  |
| 33           | 10        | Dandelion Sky       | Pampeliškové nebe  | David Grossman     | Georgia Lee                               | 13. června 2018 |
| 34           | 11        | Fallen World        | Padlý svět         | Jennifer Phang     | Dan Nowak                                 | 20. června 2018 |
| 35           | 12        | Congregation        | Kongregace         | Jennifer Phang     | Daniel Abraham a Ty Franck                | 27. června 2018 |
| 36           | 13        | Abaddon's Gate      | Abaddonova brána   | Simon Cellan Jones | Daniel Abraham, Ty Franck a Naren Shankar | 27. června 2018 |

### Čtvrtá řada (2019)
| Č. v seriálu | Č. v řadě | Původní název      | Český název     | Režie          | Scénář                                    | Premiéra na Prime Videu |
| ------------ | --------- | ------------------ | --------------- | -------------- | ----------------------------------------- | ----------------------- |
| 37           | 1         | New Terra          | Nová Terra      | Breck Eisner   | Mark Fergus a Hawk Ostby                  | 13. prosince 2019       |
| 38           | 2         | Jetsam             | Vyhozený náklad | Breck Eisner   | Laura Marks                               | 13. prosince 2019       |
| 39           | 3         | Subduction         | Subdukce        | David Petrarca | Dan Nowak                                 | 13. prosince 2019       |
| 40           | 4         | Retrograde         | Retrográdní     | David Petrarca | Matthew Rasmussen                         | 13. prosince 2019       |
| 41           | 5         | Oppressor          | Utlačovatel     | Jeff Woolnough | Daniel Abraham a Ty Franck                | 13. prosince 2019       |
| 42           | 6         | Displacement       | Vyhnání         | Jeff Woolnough | Hallie Lambert                            | 13. prosince 2019       |
| 43           | 7         | A Shot in the Dark | Střela od boku  | Sarah Harding  | Dan Nowak                                 | 13. prosince 2019       |
| 44           | 8         | The One-Eyed Man   | Jednooký        | Sarah Harding  | Dan Nowak                                 | 13. prosince 2019       |
| 45           | 9         | Saeculum           | Saeculum        | Breck Eisner   | Daniel Abraham a Ty Franck                | 13. prosince 2019       |
| 46           | 10        | Cibola Burn        | O poklad Ciboly | Breck Eisner   | Daniel Abraham, Ty Franck a Naren Shankar | 13. prosince 2019       |

### Pátá řada (2020–2021)
| Č. v seriálu | Č. v řadě | Původní název | Český název   | Režie          | Scénář                                    | Premiéra na Prime Videu |
| ------------ | --------- | ------------- | ------------- | -------------- | ----------------------------------------- | ----------------------- |
| 47           | 1         | Exodus        | Exodus        | Breck Eisner   | Naren Shankar                             | 15. prosince 2020       |
| 48           | 2         | Churn         | Mlejnek       | Breck Eisner   | Daniel Abraham a Ty Franck                | 15. prosince 2020       |
| 49           | 3         | Mother        | Matka         | Thomas Jane    | Dan Nowak                                 | 15. prosince 2020       |
| 50           | 4         | Gaugamela     | Gaugamély     | Nick Gomez     | Dan Nowak                                 | 22. prosince 2020       |
| 51           | 5         | Down and Out  | Na dně        | Jeff Woolnough | Matthew Rasmussen                         | 29. prosince 2020       |
| 52           | 6         | Tribes        | Kmeny         | Jeff Woolnough | Hallie Lambert                            | 5. ledna 2021           |
| 53           | 7         | Oyedeng       | Oyedeng       | Marisol Adler  | Dan Nowak                                 | 12. ledna 2021          |
| 54           | 8         | Hard Vacuum   | Vysoké vakuum | Marisol Adler  | Dan Nowak                                 | 19. ledna 2021          |
| 55           | 9         | Winnipesaukee | Winnipesaukee | Breck Eisner   | Daniel Abraham, Ty Franck a Naren Shankar | 26. ledna 2021          |
| 56           | 10        | Nemesis Games | Hry Nemesis   | Breck Eisner   | Daniel Abraham, Ty Franck a Naren Shankar | 2. února 2021           |

### Šestá řada (2021–2022)
| Č. v seriálu | Č. v řadě | Původní název    | Český název    | Režie          | Scénář                                    | Premiéra na Prime Videu |
| ------------ | --------- | ---------------- | -------------- | -------------- | ----------------------------------------- | ----------------------- |
| 57           | 1         | Strange Dogs     | Podivní psi    | Breck Eisner   | Naren Shankar                             | 10. prosince 2021       |
| 58           | 2         | Azure Dragon     | Azurový drak   | Jeff Woolnough | Daniel Abraham a Ty Franck                | 17. prosince 2021       |
| 59           | 3         | Force Projection | Ukázka síly    | Jeff Woolnough | Dan Nowak                                 | 24. prosince 2021       |
| 60           | 4         | Redoubt          | Útočiště       | Anya Adams     | Dan Nowak                                 | 31. prosince 2021       |
| 61           | 5         | Why We Fight     | Proč bojujeme  | Anya Adams     | Daniel Abraham a Ty Franck                | 7. ledna 2022           |
| 62           | 6         | Babylon's Ashes  | Popel Babylonu | Breck Eisner   | Daniel Abraham, Ty Franck a Naren Shankar | 14. ledna 2022          |